# Rhagonycha luristana
Rhagonycha luristana là một loài bọ cánh cứng trong họ Cantharidae. Loài này được Svihla miêu tả khoa học năm 1995.